# گرازماهی بورمایستر
گرازماهی بورمایستر گونه‌ای آب‌باز است از تیره گرازماهیان که در کرانه‌های آمریکای جنوبی زندگی می‌کند. نام گرازماهی بورمایستر برگرفته از نام هرمان بورمایستر، جانورشناس آلمانی که این گونه را در سال ۱۸۶۵ شناسایی و رده‌بندی کرد، است.

## توصیف ظاهری
بیشتر عکس‌های گرفته شده از گرازماهی بورمایستر از نمونه‌های مرده برداشته شده‌اند که رنگ بدن آن‌ها را سیاه نشان می‌دهند. به دلیل رنگ‌آمیزی سیاه‌رنگ بدن آن، نام گرازماهی سیاه نیز به این گونه گفته می‌شود. با این حال، رنگ بدن این گرازماهیان خاکستری تیره است که مدتی پس از مرگ به سیاه می‌گراید. رنگ شکم بسته به نمونه‌های مختلف فرق می‌کند اما اغلب خاکستری روشن است.
میانگین طول گرازماهیان بالغ ۱۵۰ سانتی‌متر است با وزنی برابر با ۷۵ کیلوگرم. باله پشتی مثلثی‌شکل است و نزدیک به انتهای بدن قرار دارد. فاصله باله پشتی تا سر در این گونه بیشتر از این فاصله در هر نوع دیگری از گرازماهیان و دلفین‌ها است؛ مشخصه‌ای که آن را از دلفین شیلی، که در گستره مشابهی با گرازماهی بورمایستر زندگی می‌کند، به آسانی تشخیص‌پذیر می‌کند.

## گستره
این گونه دارای گستره‌ای به هم پیوسته در کرانه‌های آمریکای جنوبی است که از شمال پرو در اقیانوس آرام آغاز می‌شود، در جنوب به تیرا دل فوئگو می‌رسد و در شرق جنوب برزیل را در بر می‌گیرد. جمعیت آن‌ها کمینه چند ده هزار عدد است. با آنکه آن‌ها بیشتر در کنار ساحل می‌مانند، بعضی نمونه‌ها در شیلی فاصله‌هایی تا ۵۰ کیلومتر از کرانه دیده شده‌اند.